# Cephalophus brookei
A Cephalophus brookei az emlősök (Mammalia) osztályának párosujjú patások (Artiodactyla) rendjébe, ezen belül a tülkösszarvúak (Bovidae) családjába és a bóbitásantilop-formák (Cephalophinae) alcsaládjába tartozó faj.
Korábban az Ogilby-bóbitásantilop (Cephalophus ogilbyi) alfajának vélték, Cephalophus ogilbyi brookei név alatt.

## Előfordulása
A Cephalophus brookei előfordulási területe a következő országokban található meg: Elefántcsontpart, Libéria és Sierra Leone.

### Fordítás
- Ez a szócikk részben vagy egészben  a   Brooke's duiker című angol Wikipédia-szócikk ezen változatának fordításán alapul.  Az eredeti cikk szerkesztőit annak laptörténete sorolja fel. Ez a jelzés csupán a megfogalmazás eredetét és a szerzői jogokat jelzi, nem szolgál a cikkben szereplő információk forrásmegjelöléseként.